# 三塊厝 (彰化縣溪湖鎮)
三塊厝，是臺灣彰化縣溪湖鎮的一個傳統地域名稱，位於該鎮東北部。相較於今日行政區，其範圍大致包括中山里、中竹里。

## 歷史
台灣清治末期至日治初期，三塊厝地區為一街庄，稱為「三塊厝庄」，隸屬於馬芝堡。該庄北與南港庄為鄰，東與埤霞庄、梧鳳庄、羅厝庄為鄰，南邊及西邊為四塊厝庄，西北邊一小段與崙仔腳庄為界。
1901年（日治明治三十四年）11月，該庄隸屬於彰化廳。1909年（明治四十二年）10月，改隸屬於臺中廳。1920年（大正九年），該庄改制為「三塊厝」大字，隸屬於臺中州員林郡溪湖街。
戰後溪湖街改制為溪湖鎮，隸屬於彰化縣，大字亦改制為里。

## 交通
國道1號又稱「中山高速公路」，是貫穿台灣西部的兩條縱向高速公路之一，大致以縱向經過三塊厝地區東部。境內未設交流道，但員林交流道即在南部邊界外不遠處，由此可快速前往南北各地。
縣道144號是福興至員林林厝的道路，主要為員林大排兩岸平面道路，大致以西北—東南走向經過本地區東北部邊界地帶，往西北可前往福興連結省道台17線、台61線，往東南可前往員林，最終止於縣道137號路口。省道台76線（東西向快速公路－漢寶草屯線）為架設於縣道144號上方的高架快速道路，往西北可於外中東南側接縣道144號，往東南可於埔鹽系統交流道連接國道1號，亦可過員林後續行至位於南投草屯的中興系統交流道以連接國道3號。
縣道146號（大溪路一段）是溪湖至大村犁頭厝的道路，大致以橫向經過本地區中部偏北地帶，往西可前往溪湖市區，往東可前往大村市區，並於犁頭厝與縣道137號相交。

## 廟宇
- 溪湖霖肇宮（三山國王廟）